# 산와정 (구마모토현)
산와정(일본어: 三和町)은 일본 구마모토현 호타쿠군에 설치되었던 정이다.

## 역사
- 1944년 2월 11일 - 이케노우에촌, 다카하시정, 조잔촌이 합병해 산와정이 성립하였다.
- 1949년 2월 11일 - 이케노우에촌이 분립하였다.
- 1950년 5월 1일 - 다카하시촌과 조잔촌에 분립해 소멸하였다.

## 학교
- 三和町立三和東小学校（現在の熊本市立池上小学校）
- 三和町立三和西小学校（現在の熊本市立高橋小学校）
- 三和町立三和小学校（現在の熊本市立城山小学校）
- 三和町立三和中学校（現在の熊本市立三和中学校）

## 참고 문헌
- 角川日本地名大辞典編纂委員会, 『角川日本地名大辞典 43 熊本県』1987, 角川書店